# Coupe Egide Schoeters
La Coupe Egide Schoeters (en néerlandais : Schaal Egide Schoeters) est une course cycliste belge disputée chaque année au mois de juillet à Beveren, dans la province de Flandre-Orientale. Elle est organisée depuis 1957.  
Cette compétition rend hommage à Egide Schoeters, une ancienne personnalité politique belge décédée en 1956.

## Palmarès
| Année     | Vainqueur                | Deuxième                | Troisième                |             |
| --------- | ------------------------ | ----------------------- | ------------------------ | ----------- |
| 1957      | Willy Butzen             | Jean Rodrigus           | Louis Proost             |             |
| 1958      | José Denoyette           | Raoul Lampaert          | Hugo Verlinden           |             |
| 1959      | Joseph Depraeter         | Michel Noppe            | Benoni Beheyt            |             |
| 1960      | non disputé              | non disputé             | non disputé              | non disputé |
| 1961      | André Van der Vloet      | Victor Van Schil        | Samuel Van Sweevelt      |             |
| 1962      | Michel Bex               | Herwig Roels            | Jos Huysmans             |             |
| 1963      | Jos Huysmans             | Armand Van den Bempt    | Léon Verkindere          |             |
| 1964      | Joseph Spruyt            | Leopold Heuvelmans (de) | Henri Kindermans         |             |
| 1965      | Lucien De Keukelaere     | Willy In 't Ven         | Hugo Gevers              |             |
| 1966      | Eddy Peelman             | Valère Van Sweevelt     | Eddy Van Audenaerde      |             |
| 1967      | Willem Janssens          | Gustaaf Van Roosbroeck  | Gustaaf Vermeulen        |             |
| 1968      | Jos Joosten              | André Van Winckel       | Willy Van Uytsel         |             |
| 1969      | Willy Scheers            | Arthur Van De Vijver    | Maurice Dury             |             |
| 1970      | Roger Loysch             | Luc Van den Daele       | Marcel Omloop            |             |
| 1971      | August Herijgers         | Frans Van Looy          | Raymond Vanstraelen      |             |
| 1972      | Karel Rottiers           | Ferdinand Peersman      | Luc Demets               |             |
| 1973      | Erik Van Lent            | Rudy Brusselmans        | Jos Meynzer              |             |
| 1974      | Eddy Vanhaerens          | Erik Van Lent           | André Liekens            |             |
| 1975      | Martin Balcaen           | Florimond Van Hooydonck | André De Wolf            |             |
| 1976      | André Van den Steen      | Eddy Vanhaerens         | Jozef Devits             |             |
| 1977      | Fons De Wolf             | Gery Verlinden          | René Van Gils            |             |
| 1978      | François Caethoven (de)  | Ludo Frijns             | Pieter Verhaeghe         |             |
| 1979      | Benjamin Vermeulen       | Alain Van Hoornweder    | Romain Steel             |             |
| 1980      | Luc Colijn               | Marc Van Geel           | Dany Schoonbaert         |             |
| 1981      | Eric De Wilde            | Jos Op 't Eyndt         | Dirk Demol               |             |
| 1982      | Roger Van den Bossche    | Martin Durant           | Robert Hendrickx         |             |
| 1983      | Stefan Morjean           | Dirk Van Verre          | Martin Durant            |             |
| 1984      | Danny Lippens            | Rudy De Vijlder         | André Vermeiren          |             |
| 1985      | Patrick Van Staeyen      | Koen Van Rooy           | Luc Van de Vel           |             |
| 1986      | Erik Peeters             | Walter Van den Branden  | Danny Janssens           |             |
| 1987      | Johan Devos              | Frank Francken          | Rudy Van Gheluwe         |             |
| 1988      | Carl Roes                | Luc Van de Vel          | Patrick De Wael          |             |
| 1989      | Roger Van den Bossche    | Didier Priem            | Dirk De Cauwer           |             |
| 1990      | Gino Primo               | Didier Priem            | Fabrice Naessens         |             |
| 1991      | Wim Omloop               | Daniel Verelst          | Frank Corvers            |             |
| 1992      | Franky Weemaes           | Pascal Fauconnier       | Yves Cossemyns           |             |
| 1993      | Luc Van Herck            | Franky Van Haesebroucke | Peter Van Hoof           |             |
| 1994      | Peter Van Hoof           | Carl Roes               | Christophe Detilloux     |             |
| 1995      | Edwin Enthoven           | Marc Schepers           | Werner Wuyts             |             |
| 1996      | Ludo Giesberts           | Peter Van Hoof          | Eddy Vancraeynest        |             |
| 1997      | Danny Dierckx            | Nico Beresole           | Eric Torfs               |             |
| 1998      | Steven De Champs         | Geert Verdeyen          | Peter Van Hoof           |             |
| 1999      | Serguei Morozov          | Andrei Sartassov        | Cedric Van Lommel        |             |
| 2000      | Kevin Van Impe           | Bjorn Rondelez (nl)     | Jan Claes                |             |
| 2001      | Steven De Champs         | Mark Roland             | Guy Smet                 |             |
| 2002      | Patrick D'Hont           | Gino De Weirdt          | Bart Heirewegh           |             |
| 2003      | Wouter Demeulemeester    | Peter Schoonjans        | Guy Smet                 |             |
| 2004      | Daniel Verelst           | Steven Duthoo           | Kenny De Block           |             |
| 2005      | Jarno Van Mingeroet (de) | Steven De Champs        | Guy Smet                 |             |
| 2006      | Mindaugas Goncaras       | Bart Veyt               | Jérôme Giaux             |             |
| 2007      | Eduard Bogaert           | Koen Van de Velde       | Jan Bluekens             |             |
| 2008      | Ken Vanmarcke            | Guy Smet                | Eduard Bogaert           |             |
| 2009      | Guy Smet                 | Stijn Minne             | Kim Borry                |             |
| 2010      | Fréderique Robert        | Bart Van Speybroek      | Jens Debusschere         |             |
| 2011      | Guy Smet                 | Gunter Sterck           | Dieter Vandriessche      |             |
| 2012      | Dries Vannevel           | Jeroen Goudket          | Kenny Terweduwe          |             |
| 2013      | Matthias Legley          | Guy Smet                | Alexander De Keersmaeker |             |
| 2014      | George Tansley           | Alexander Maes          | Dennis Raadtgever        |             |
| 2015      | Tim Merlier              | Timothy Stevens         | Jelle Mannaerts          |             |
| 2016      | Martijn Degreve          | Gianni Marchand         | Kobe Goossens            |             |
| 2017      | Kenny Molly              | Gianni Marchand         | Nicolas Cleppe           |             |
| 2018      | Timothy Stevens          | Rob Ruijgh              | Jelle Cant               |             |
| 2019      | Mattias Raeymaekers      | Wesley Van Dyck         | Niels De Rooze           |             |
| 2020-2021 | non disputé              | non disputé             | non disputé              | non disputé |
| 2022      | Vince Gerits             | Thibau Verhofstadt      | Joseph Sutton            |             |
| 2023      | Kobe Vanoverschelde      | Matthew Van Schoor      | Alex Vandenbulcke        |             |
| 2024      | Thibau Verhofstadt       | Matteo Melotte          | Wout Joore               |             |
| 2025      | Arne Santy               | Rico van Damme          | Robbe Claeys             |             |